# Sauber C31
Der Sauber C31 ist der 20. Formel-1-Rennwagen von Sauber. Er wurde in der Formel-1-Saison 2012 eingesetzt, Motorenlieferant ist Ferrari. Am 6. Februar 2012 wurde er auf dem Circuito de Jerez der Öffentlichkeit vorgestellt.
Die Bezeichnung des Wagens setzt sich, wie bei allen Fahrzeugen von Sauber, aus dem C für Christiane, der Ehefrau von Peter Sauber, gefolgt von einer fortlaufenden Nummer, zusammen.

## Technik und Entwicklung
Der Sauber C31 ist das Nachfolgemodell des Sauber C30. Auffällig an dem Fahrzeug ist die stufenförmige Nase, welche auf Änderungen des Reglements zur Formel-1-Saison 2012 zurückzuführen sind. Der Sauber C31 wurde unter der Leitung des technischen Direktors James Key entwickelt. Key verließ das Team jedoch kurz vor der Präsentation. Chefdesigner Matt Morris erklärte die Zielsetzung bei der Konstruktion des Fahrzeuges war es, die Schwächen des Vorgängers „auszumerzen und gleichzeitig dessen Stärken beizubehalten.“ Insbesondere sollte die Leistung des Fahrzeugs im Qualifying verbessert werden, während die Rennperformance gleichbleibend sein sollte. Als revolutionär wurde der Heckbereich beschrieben. Während bei der Vorderradaufhängung Druckstreben verwendet werden, besteht die Hinterradaufhängung aus Zugstreben.
Das Getriebe, der Motor, ein 2,4-Liter-V8-Motor, und das KERS stammen von Ferrari. Die Reifen werden wie bei allen anderen Teams auch von Pirelli bereitgestellt.

## Lackierung und Sponsoring
Der Sauber C31 ist weiß-schwarz lackiert. Der Front und Heckbereich sind schwarz, die Fahrzeugmitte weiß. Größere Flächen des Fahrzeugs sind ohne Sponsorenaufkleber. Für rote Farbakzente sorgen die Sponsoren Claro und œrlikon, für blaue NEC und Telmex.
Ab dem Großen Preis von Spanien warb der englische Fußballverein FC Chelsea mit seinem Vereinslogo auf der Motorenabdeckung. Bei den vorherigen Rennen kündeten die Aussagen Out of the Blue sowie True Blue diese Partnerschaft an.

## Fahrer
Der Rennstall hielt am Fahrerduo Kamui Kobayashi und Sergio Pérez fest.

## Ergebnisse
| Fahrer               | Nr.                  | 1 | 2   | 3  | 4  | 5   | 6   | 7 | 8   | 9   | 10 | 11  | 12  | 13 | 14 | 15  | 16  | 17  | 18 | 19 | 20  | Punkte | Rang |
| -------------------- | -------------------- | - | --- | -- | -- | --- | --- | - | --- | --- | -- | --- | --- | -- | -- | --- | --- | --- | -- | -- | --- | ------ | ---- |
| Formel-1-Saison 2012 | Formel-1-Saison 2012 |   |     |    |    |     |     |   |     |     |    |     |     |    |    |     |     |     |    |    |     | 126    | 6.   |
| K. Kobayashi         | 14                   | 6 | DNF | 10 | 13 | 5   | DNF | 9 | DNF | 11  | 4  | 18* | 13  | 9  | 13 | 3   | DNF | 14  | 6  | 14 | 9   | 126    | 6.   |
| S. Pérez             | 15                   | 8 | 2   | 11 | 11 | DNF | 11  | 3 | 9   | DNF | 6  | 14  | DNF | 2  | 10 | DNF | 11  | DNF | 15 | 11 | DNF | 126    | 6.   |

| Legende  | Legende            | Legende                                                          |
| Farbe    | Abkürzung          | Bedeutung                                                        |
| -------- | ------------------ | ---------------------------------------------------------------- |
| Gold     | –                  | Sieg                                                             |
| Silber   | –                  | 2. Platz                                                         |
| Bronze   | –                  | 3. Platz                                                         |
| Grün     | –                  | Platzierung in den Punkten                                       |
| Blau     | –                  | Klassifiziert außerhalb der Punkteränge                          |
| Violett  | DNF                | Rennen nicht beendet (did not finish)                            |
| Violett  | NC                 | nicht klassifiziert (not classified)                             |
| Rot      | DNQ                | nicht qualifiziert (did not qualify)                             |
| Rot      | DNPQ               | in Vorqualifikation gescheitert (did not pre-qualify)            |
| Schwarz  | DSQ                | disqualifiziert (disqualified)                                   |
| Weiß     | DNS                | nicht am Start (did not start)                                   |
| Weiß     | WD                 | zurückgezogen (withdrawn)                                        |
| Hellblau | PO                 | nur am Training teilgenommen (practiced only)                    |
| Hellblau | TD                 | Freitags-Testfahrer (test driver)                                |
| ohne     | DNP                | nicht am Training teilgenommen (did not practice)                |
| ohne     | INJ                | verletzt oder krank (injured)                                    |
| ohne     | EX                 | ausgeschlossen (excluded)                                        |
| ohne     | DNA                | nicht erschienen (did not arrive)                                |
| ohne     | C                  | Rennen abgesagt (cancelled)                                      |
| ohne     | keine WM-Teilnahme |                                                                  |
| sonstige | P/fett             | Pole-Position                                                    |
| sonstige | 1/2/3/4/5/6/7/8    | Punktplatzierung im Sprint-/Qualifikationsrennen                 |
| sonstige | SR/kursiv          | Schnellste Rennrunde                                             |
| sonstige | *                  | nicht im Ziel, aufgrund der zurückgelegten Distanz aber gewertet |
| sonstige | ()                 | Streichresultate                                                 |
| sonstige | unterstrichen      | Führender in der Gesamtwertung                                   |